# Drosophila albincisa
Drosophila albincisa este o specie de muște din genul Drosophila, familia Drosophilidae, descrisă de Meijere în anul 1911. Conform Catalogue of Life specia Drosophila albincisa nu are subspecii cunoscute.